# 馬纓丹
馬纓丹，別稱五色梅、七色梅、五龍蘭、如意草、五彩花、臭草、臭金鳳、五雷丹、五色繡球、變色草等，客家人稱之為綿鼻公花。原本主要分布於南美洲、西印度群岛，馬纓丹屬（Lantana）常綠灌木。一般花期大約是在4月中、下旬到隔年的2月中旬左右，不過也因氣候與溫度的影響，幾乎整年都能看到開花，可說是常盛的植物。一叢花序之中常會有多色的變化，所以別名也稱為五色梅、五彩花；同時枝葉含有特別的刺激氣味，所以馬纓丹也有臭草、臭金鳳等別名。在台灣大約於1645年由荷蘭人引入，因繁殖力強，目前為台灣平地野外普遍可見的外來種。

## 形态
馬纓丹屬於蔓狀的常綠灌木，整株都有著短短的粗短的軟毛，小莖呈稜角狀，稱為小枝方形，在稜角上有小倒鉤。葉對生，葉片擴卵狀先端尖銳，葉面較粗糙葉緣呈鈍鋸齒狀，網狀葉脈明顯。花期很長，甚至在台灣屏東縣的恆春半島整年都能看見馬纓丹開花。主花梗較長，花蜜豐富，開花型態為頭狀花序或繖房花序，看起來有點像小型的繡球花。花萼的下方有線狀披針形的苞片，花色大多為橙色、紅色、黃色、白色、紫色以及粉紅等，另外也有混色的花朵，依照種植環境不同以及陽光照射程度因素，有些花初開花時呈黃色，成花後會變化為橙色，或橙色變紅色，白色變粉紅等，甚至還有些花的花序外圍與中央花序的顏色不同，所以也有人稱之為變色草或五色繡球。
花落之後會結綠色的核果，成熟後的果實呈黑紫色，果實與莖葉都含有毒性。由於花很容易開，所以結成果實的量也相當多，傳播性很強。一旦有適合的環境就很容易成長，枝條橫生呈塊狀擴展，馬纓丹的周圍常常都沒有其他植物，排他性非常強烈。也由於莖上長有倒刺，一般動物也難以直接踐踏走過，所以年年擴充地盤成長也很快速，是種相當強勢的侵略性植物。由於極其粗生，無論雨水充足，抑或乾旱地區，都見其影踪，甚至趕絕原生草木，被列為世界百大外来入侵种。

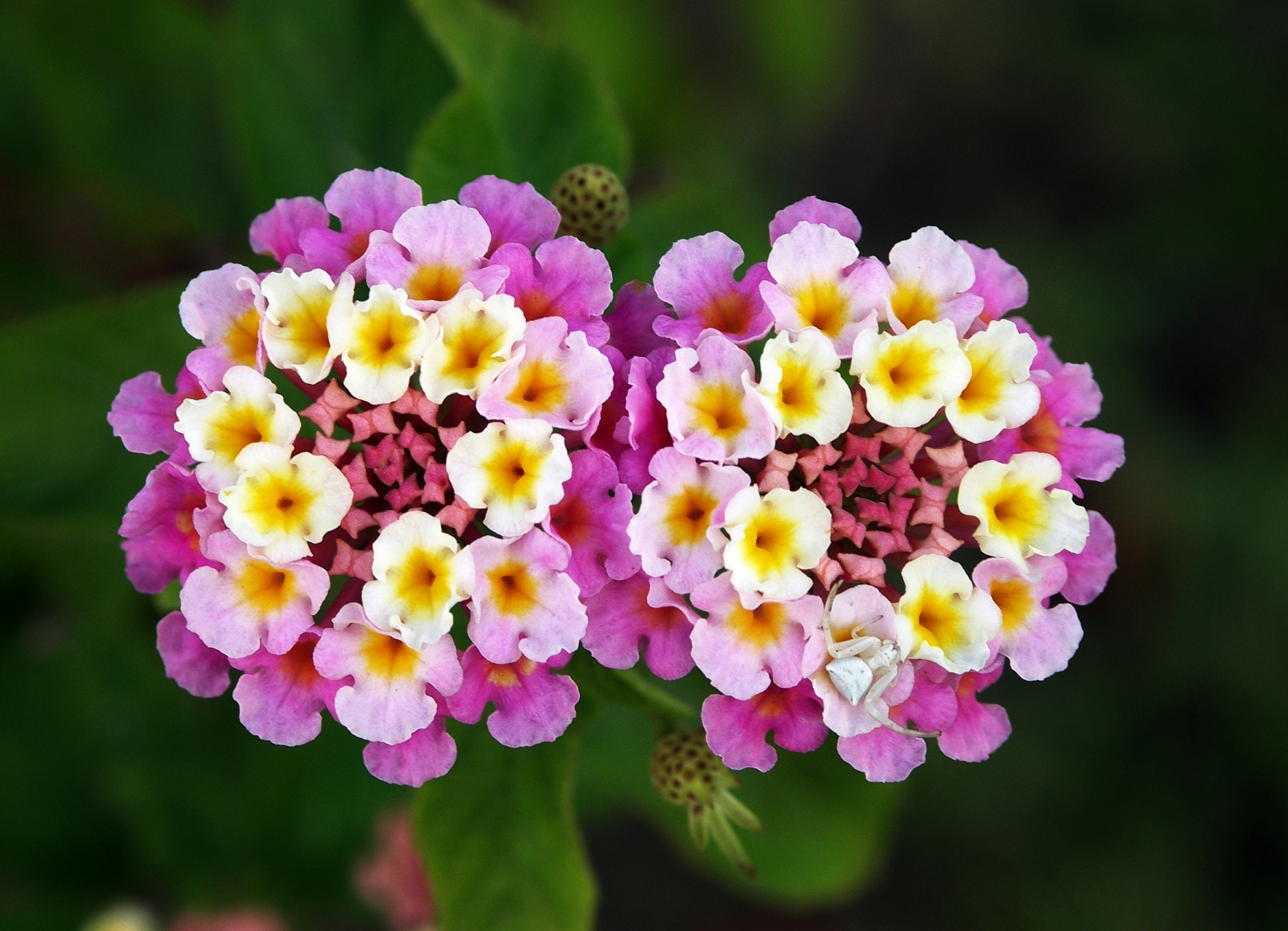
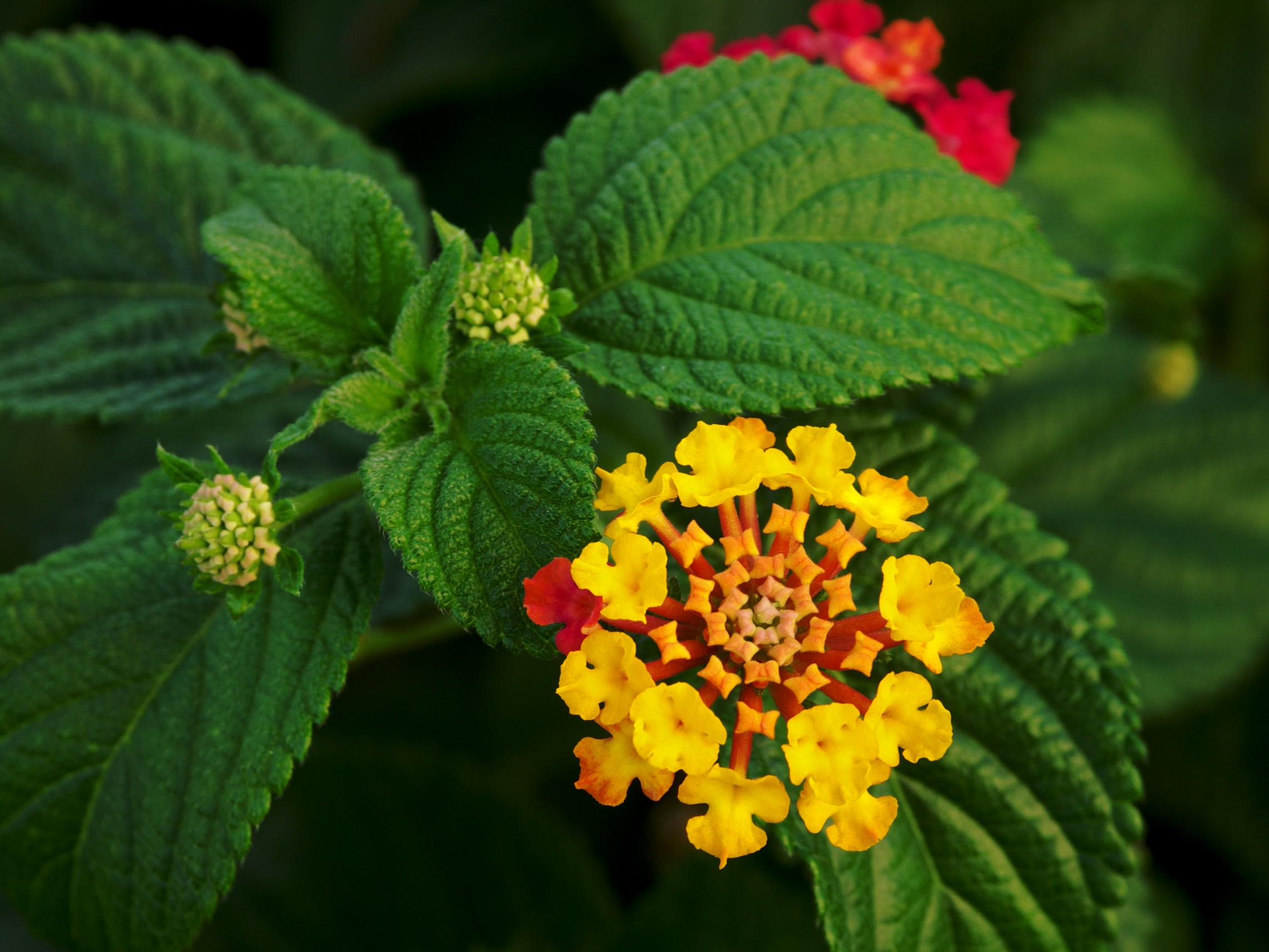
马缨丹的花叶
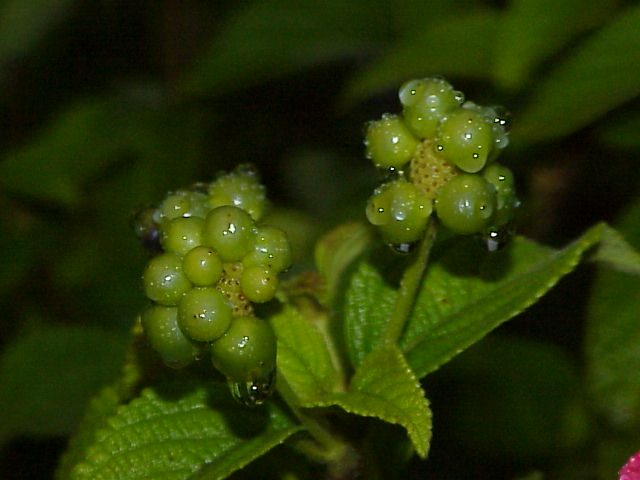
綠圓果，未成熟
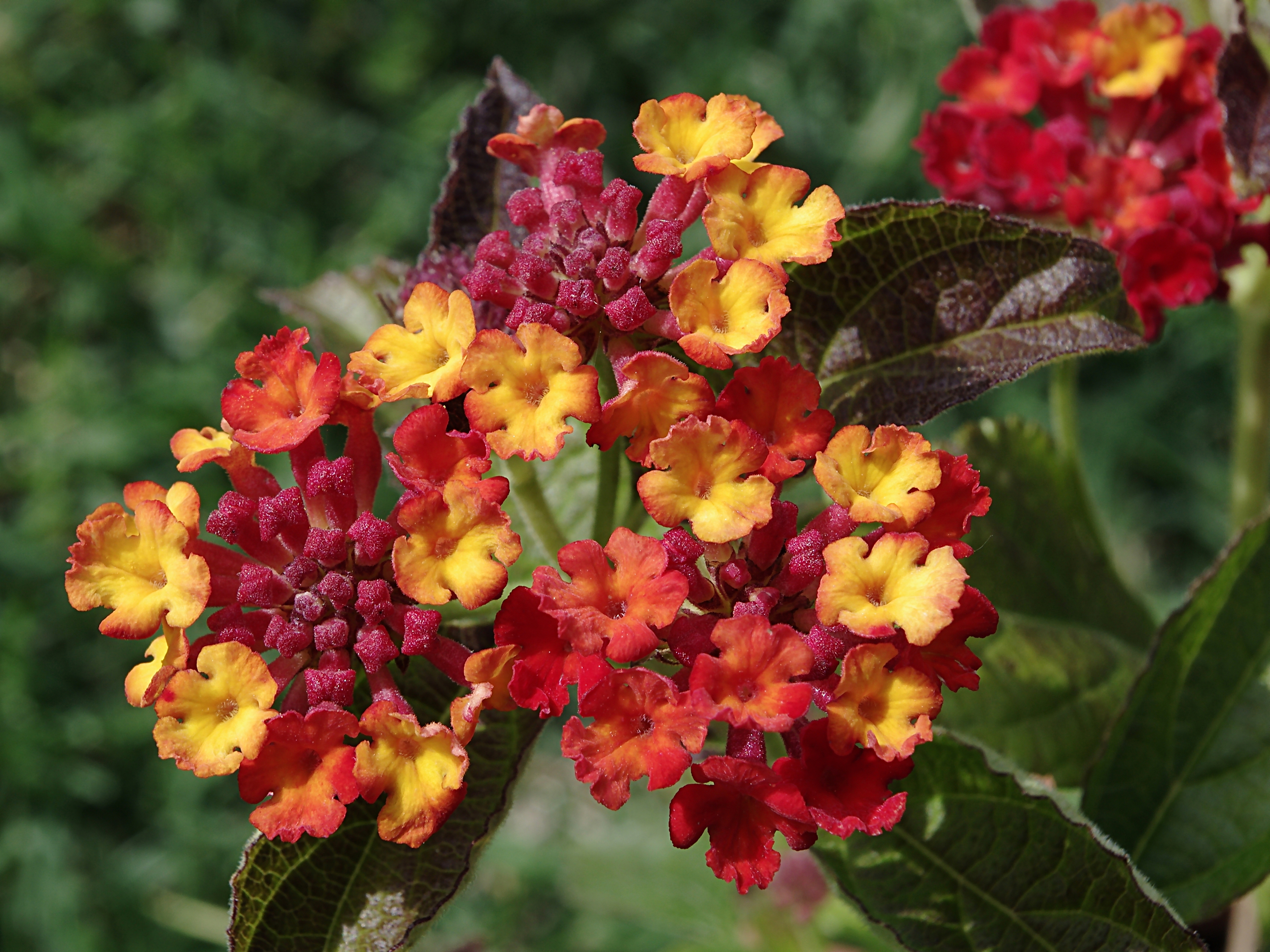
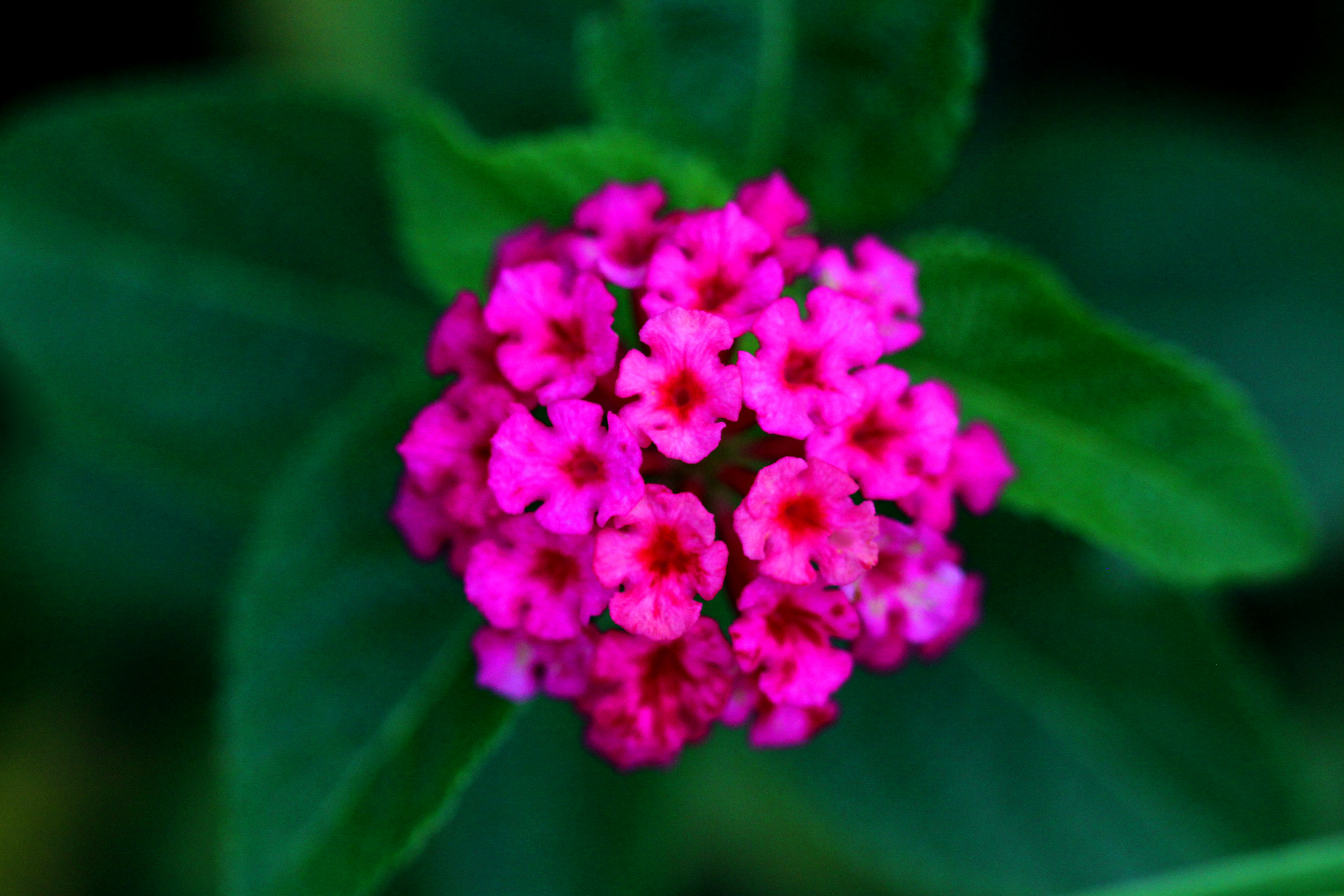
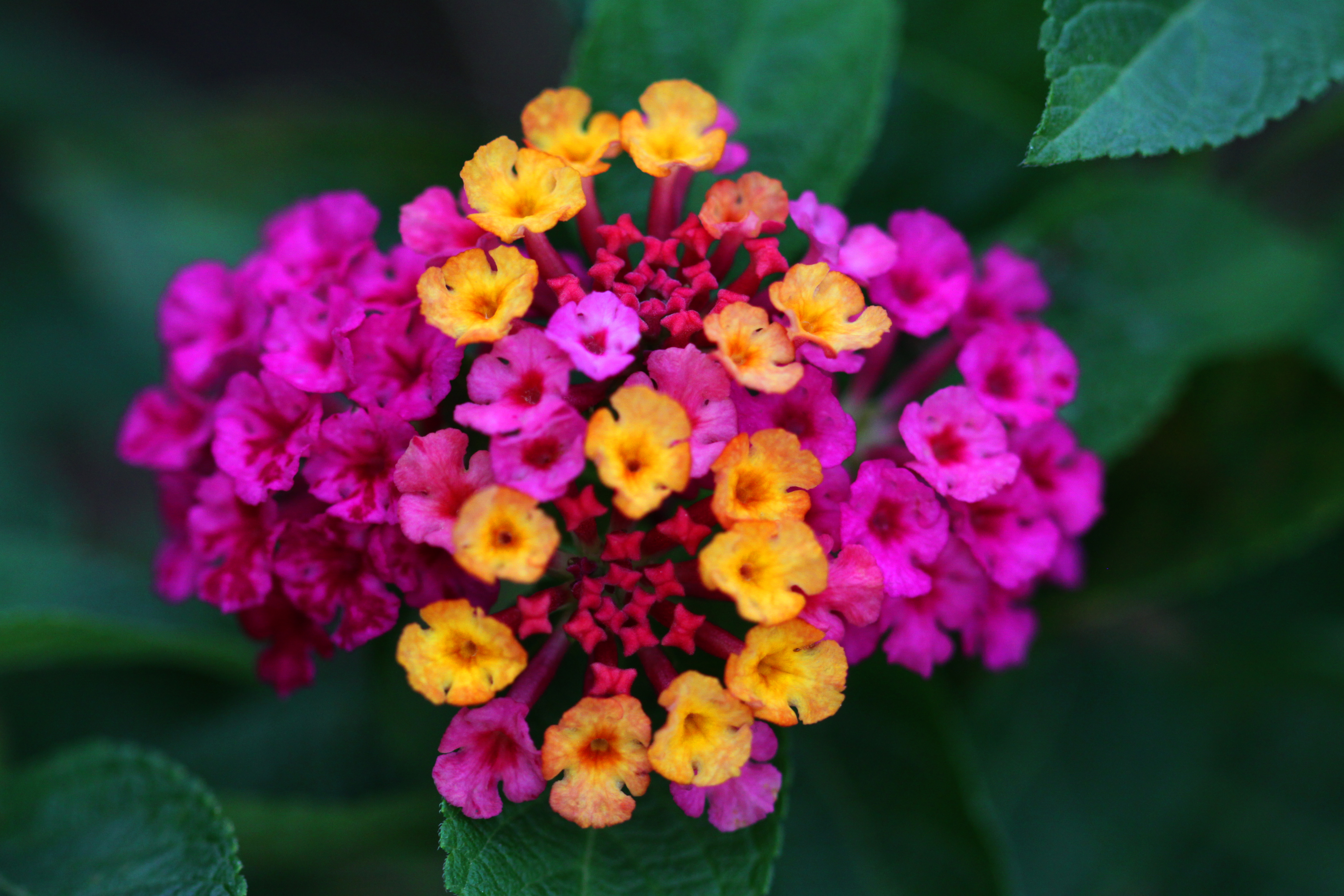
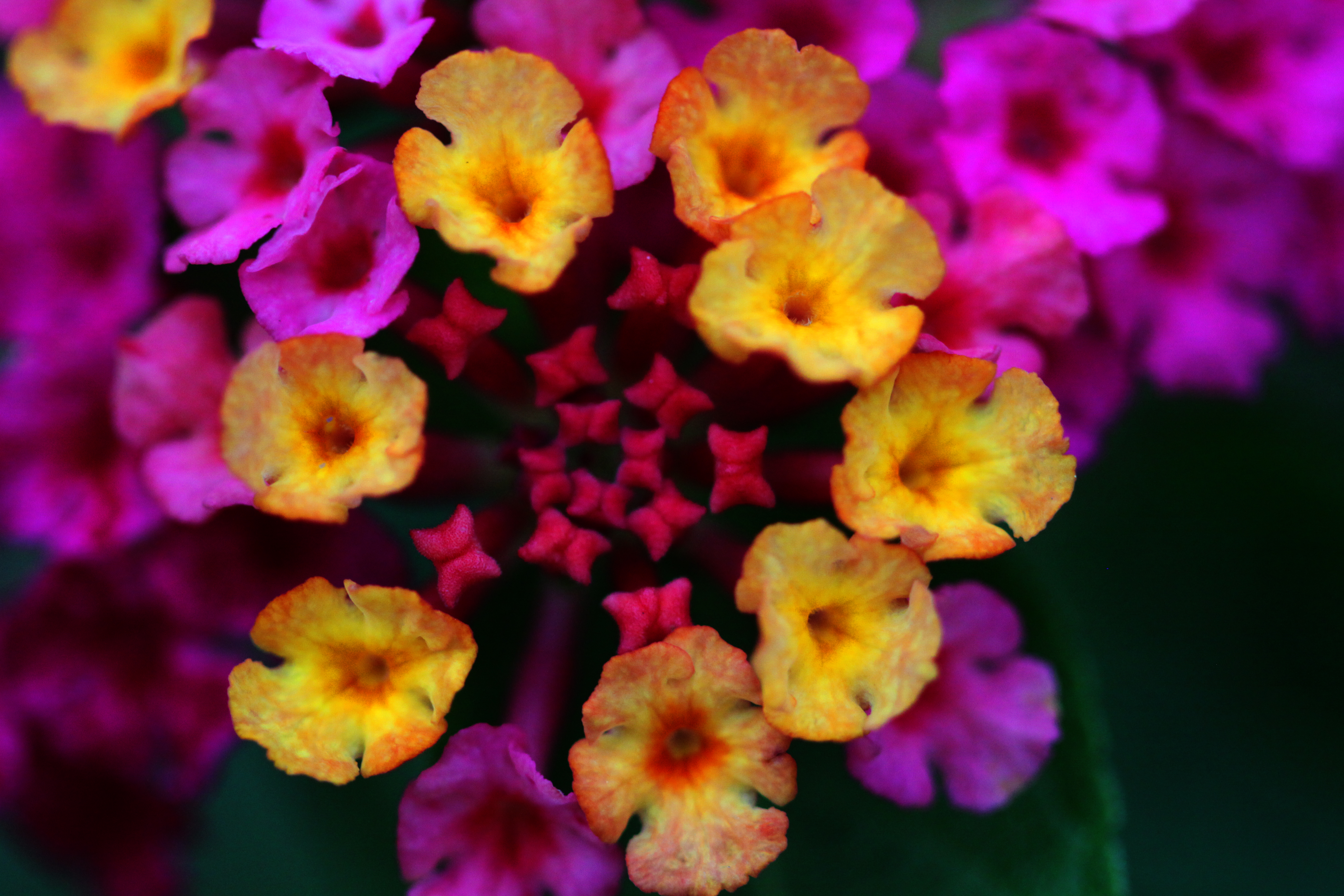
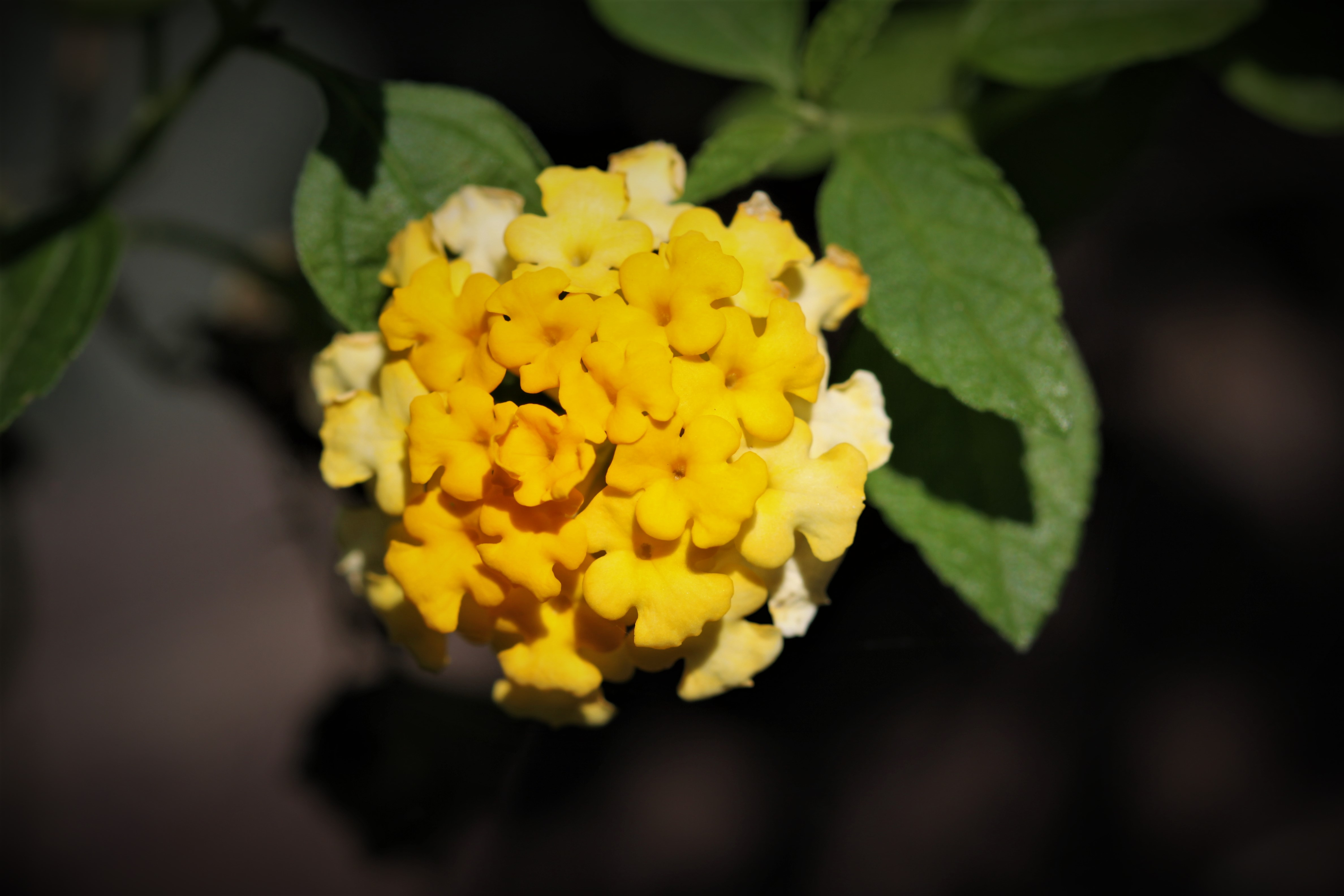
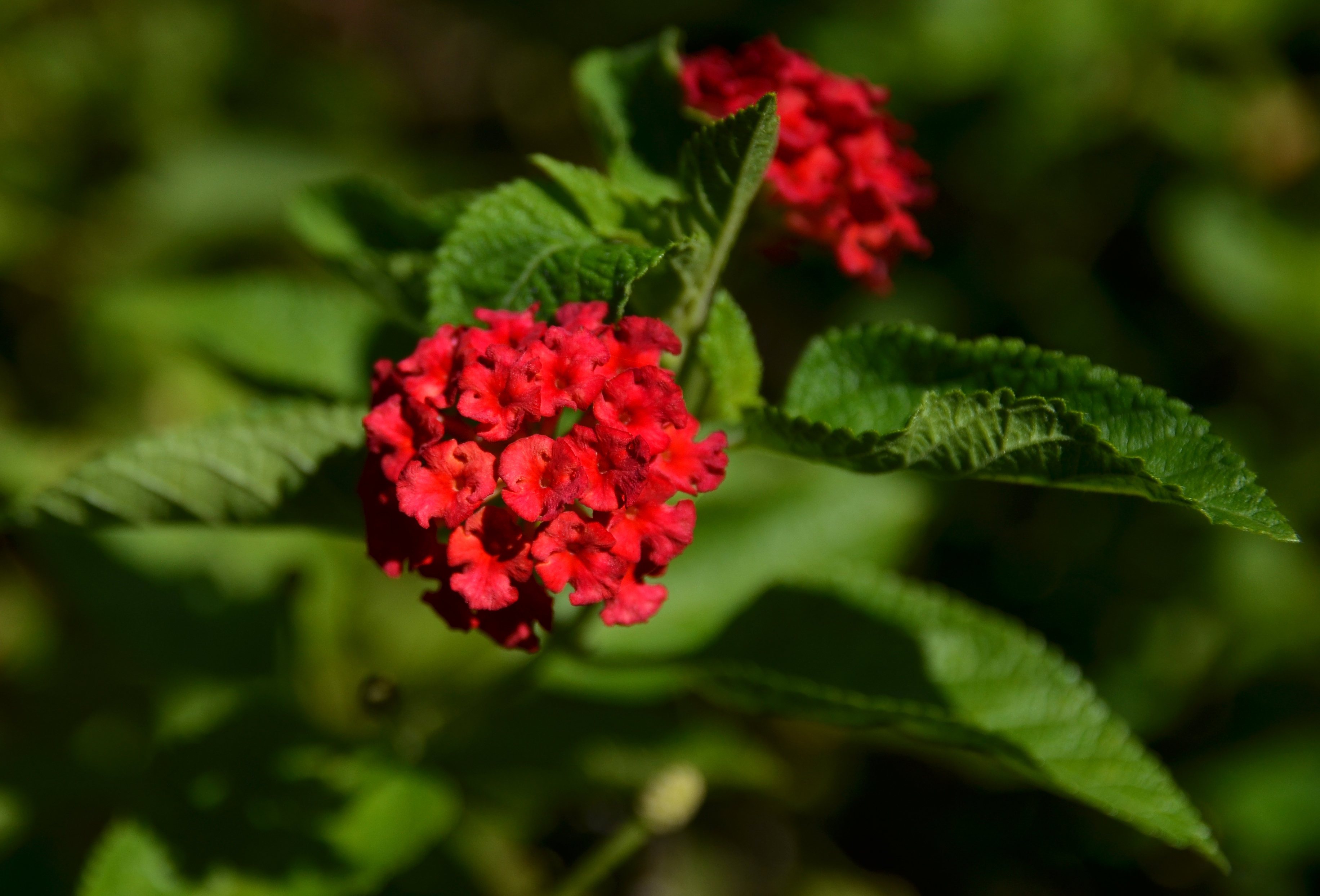
紅花馬纓丹
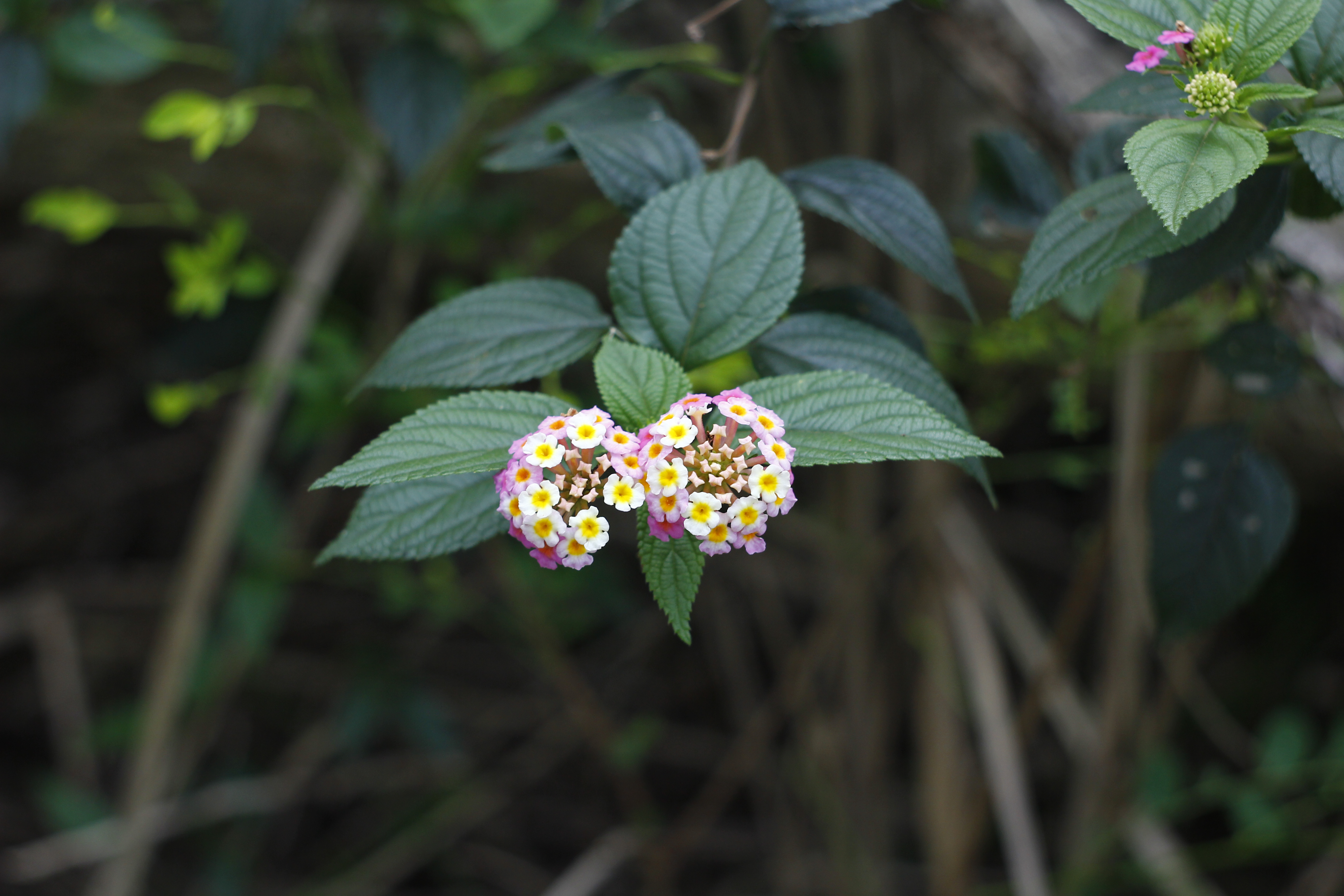

## 药用与毒性
馬纓丹屬於有毒植物。中医学认为其“味苦性寒”。莖葉與果實中含有破壞代謝的毒性，這類毒性對哺乳類動物有相當大的影響，一般鳥類食其果實並不會有問題，但是如果人或牛、羊誤食了馬纓丹有毒部份，將會造成慢性中毒。一般人類誤食中毒的事件並不常見，但是在香港曾經於1961年－1962年間發生過有兒童誤食而中毒致死的個案。
家畜誤食後會產生慢性中毒現象，主要的症狀會變成相當衰弱，而且會產生劇烈腹瀉之後便秘，糞便中含有分解後的血液，所以顏色很深且有惡臭。其它還會有步伐不穩，眼鼻的分泌液增加，發燒發熱，並且會對光產生過敏；膽囊麻痺，肝膽汁分泌會遭到損傷，會使腎小管壞死出現黃疸病徵，甚至最後導致肝腎衰竭致死。主要引起中毒的成分為馬纓丹烯A（Lantadene A），綿羊或小牛只需要使用2克，即可導致嚴重黃疸及對光敏感。雖然如此，馬纓丹葉含有的馬纓丹烯A有解熱的作用，搗爛後取其汁液敷於患部亦有消腫與解熱的功效。所含有的生物鹼會降低犬隻的血壓，加速呼吸引起戰慄現象，所以也有人認為這種生物鹼可以治療哮喘、高血壓和發熱等病疾。即使只是揮掃葉子，也可以引起過敏反應。 2012年9月12日，台灣新北市土城清水國小3年級，因為某學生好奇摘採其葉子揮灑同學，發生集體過敏事件

### 成份
莖葉與果實含馬纓丹烯A(Lantadene A)、馬纓丹烯B(Lantadene B)、馬纓丹烯(Lantadene)、類馬纓丹酸(Lantanolic acid)、馬纓丹異酸(Lnatic acid)、鞣質、樹脂、還原糖以及生物鹼。此外，還含有葎草烯(Humulene)、β－石竹烯(β-Caryophyllene)、γ-松油烯(γ-Terpinene)、α-蒎烯(α-Pinene)和對一聚傘花素(ρCymene)等揮發油。

## 延伸阅读
[在维基数据编辑]
 《植物名實圖考·馬纓丹》，出自吳其濬《植物名實圖考》

## 外部連結
- （中文）馬纓丹1 （页面存档备份，存于）
- （中文）馬纓丹2 （页面存档备份，存于）
- （中文）馬纓丹3
- （中文）馬纓丹4 （页面存档备份，存于）
- （中文）馬纓丹5
- （中文）馬纓丹6 （页面存档备份，存于）
- （中文）馬纓丹7
- （繁體中文）（英文）五色梅 Wusemei （页面存档备份，存于） 藥用植物圖像數據庫 (香港浸會大學中醫藥學院)